# Tonawanda (town, New York)
Tonawanda is een plaats (town) in de Amerikaanse staat New York, en valt bestuurlijk gezien onder Erie County.

## Demografie
Bij de volkstelling in 2000 werd het aantal inwoners vastgesteld op 78.155.

## Geografie
Volgens het United States Census Bureau beslaat de plaats een oppervlakte van
52,7 km², waarvan 48,7 km² land en 4,0 km² water.

## Plaatsen in de nabije omgeving
De onderstaande figuur toont nabijgelegen plaatsen in een straal van 12 km rond Tonawanda.